# Johann Christian Reil

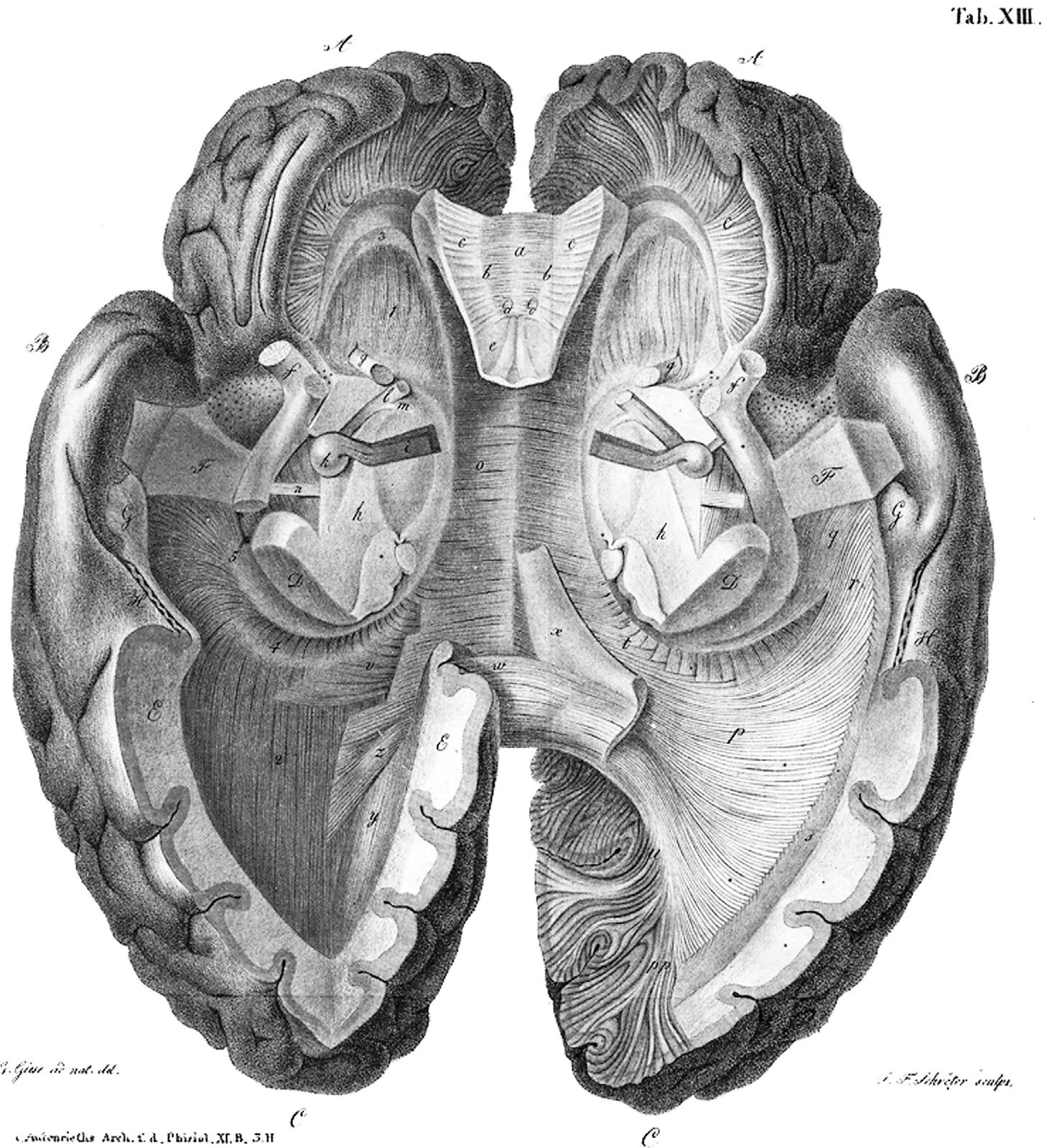
Rycina przedstawiająca mózgowie z pracy Reila z 1812 roku

Johann Christian Reil (ur. 20 lutego 1759 w Rhaude, zm. 22 listopada 1813 w Halle) – niemiecki lekarz, fizjolog, anatom i psychiatra. Jako pierwszy użył słowa „Psychiatrie” w 1808 roku.
Na jego cześć nazwano część mózgowia – wyspę Reila, a także tzw. palec Reila (digitus mortuus) i linie Beau(-Reila) na paznokciach (opisane przez Reila na 50 lat przed Beau, w 1796 roku).
Od 1788 do 1810 r. pracował w szpitalu w Halle. W 1795 roku Reil założył pierwsze w Niemczech czasopismo poświęcone psychiatrii – „Archiv für die Physiologie”. W 1810 r. został jednym z pierwszych nauczycieli akademickich psychiatrii jako profesor psychiatrii na Uniwersytecie w Berlinie. W latach 1802–1805 utrzymywał kontakty z Goethem, który omawiał z nim kwestie naukowe, takie jak psychiatria, będąc również jego pacjentem. Reil zmarł w 1813 roku z powodu tyfusu, którym zaraził się lecząc rannych w Bitwie pod Lipskiem.
Oprócz wyspy Reil opisał też jako pierwszy strukturę określaną jako obicie (tapetum) ciała modzelowatego.
Jednym z jego doktorantów był Leopold Goeppner.